# Villa Strohl Fern
Villa Strohl Fern è un edificio di Roma situato su viale David Lubin, all'interno del parco di Villa Borghese, nel quartiere Q. III Pinciano.

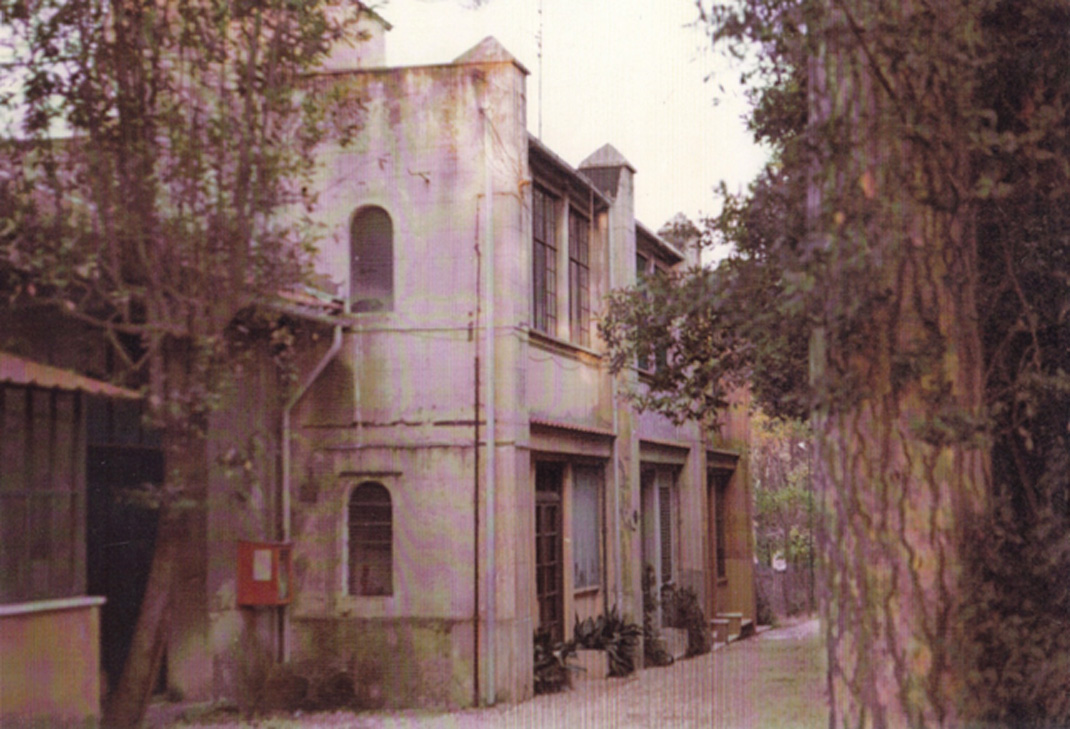
Villa Strohl-Fern prima del 1929. Qui ebbe studio e morì, nel 1961, il pittore Francesco Trombadori.

Fu acquistata nel 1879 dal nobile alsaziano Alfred Wilhelm Strohl (1847-1927) che aveva interessi artistici e talora indugiava nel mecenatismo. Strohl si era rifugiato a Roma come esule per la particolare situazione politica della sua terra d'origine, contesa all'epoca fra Francia e Germania. Il nome della villa è formato dal suo cognome e dall'aggettivo tedesco "fern" (libero, lontano dalla patria o simile). Dopo la sua morte, avvenuta nel 1927, Strohl fu sepolto nel cimitero acattolico, vicino alla Piramide Cestia e la proprietà passò per testamento al governo francese, che nel 1957 vi sistemò il Lycée Chateaubriand.
Gli accessi alla villa sono tre: uno non è distante da piazzale Flaminio, l'altro è all'interno di Villa Borghese in viale Madama Letizia, il terzo si trova quasi di fronte al Museo Etrusco, accanto a Villa Poniatowsky. Negli ultimi anni non è mancato l'interesse di parlamentari ed esponenti della società civile sulla possibile valorizzazione culturale della villa.
A cavallo tra la fine dell'Ottocento e l'inizio del Novecento diversi artisti trovarono ospitalità nella villa. Dopo la presenza di alcuni artisti stranieri (tra cui Baldomer Gili Roig etc.), vi sistemarono i loro studi pittori come Cipriano Efisio Oppo, Francesco Trombadori e Amedeo Bocchi. Villa Strohl Fern diventò presto luogo di riferimento di altri pittori ed artisti, tra cui Carlo Levi, Renato Brozzi, Ercole Drei, Carlo Socrate, Arturo Martini, Virgilio Guidi, Umberto Moggioli, Oskar Oki Brazda e Alfredo Biagini oltre che di musicisti e letterati tra cui la scrittrice svedese Amelie Posse poi moglie di Oskar Brazda, che descrisse la vita di quel periodo all'interno di Villa Strohl Fern nei suoi libri Interludio di Sardegna e Roman Round About
Oggi è ricordata come uno dei luoghi del Novecento artistico, in particolare della cosiddetta "Scuola Romana". In determinate occasioni è possibile visitare l'ampio spazio verde (circa 80.000 m²), ma dei locali interni è visitabile attualmente solo lo studio Trombadori.